# Ely (Iowa)
Ely és una població dels Estats Units a l'estat d'Iowa. Segons el cens del 2000 tenia 1.149 habitants.

## Demografia
Segons el cens del 2000, Ely tenia 1.149 habitants, 424 habitatges, i 315 famílies. La densitat de població era de 328,6 habitants/km².
Dels 424 habitatges en un 42,2% hi vivien nens de menys de 18 anys, en un 61,8% hi vivien parelles casades, en un 9,4% dones solteres, i en un 25,7% no eren unitats familiars. En el 17,9% dels habitatges hi vivien persones soles el 6,4% de les quals corresponia a persones de 65 anys o més que vivien soles. El nombre mitjà de persones vivint en cada habitatge era de 2,71 i el nombre mitjà de persones que vivien en cada família era de 3,1.
Per edats la població es repartia de la següent manera: un 29,2% tenia menys de 18 anys, un 9,6% entre 18 i 24, un 34% entre 25 i 44, un 20,5% de 45 a 60 i un 6,7% 65 anys o més.
L'edat mediana era de 32 anys. Per cada 100 dones de 18 o més anys hi havia 91,3 homes.
La renda mediana per habitatge era de 57.250 $ i la renda mediana per família de 62.500 $. Els homes tenien una renda mediana de 41.292 $ mentre que les dones 29.286 $. La renda per capita de la població era de 20.936 $. Entorn del 2,4% de les famílies i el 5,8% de la població estaven per davall del llindar de pobresa.

## Poblacions més properes
El següent diagrama mostra les poblacions més properes.